# أسامة البوغانمي
أسامة البوغانمي (بالإنجليزية: Oussema Boughanmi) هو لاعب كرة يد تونسي ولد في سنة 1990 بتونس وهو يلعب حاليا مع فريق الترجي الرياضي التونسي والمنتخب التونسي لكرة اليد.

## روابط خارجية
- أسامة البوغانمي على موقع أوليمبيديا (الإنجليزية)